# Премія «Мінотавр»
Премія «Мінотавр» (ісп. Premio Minotauro) — літературна премія, яка вручається найкращому неопублікованому роману у жанрі наукова фантастика, жахи та фентезі. Нагороджується видавництвом «Мінотавр». Премію присуджує журі, що складається зі семи осіб, обраних видавництвом. Грошова частина премії «Мінотавр» станом на 2016 рік становить 6000 євро (колись приз становив 18000 євро). Роман публікують в обмін на ці гроші. Якщо ж тираж перевищить 20000 примірників, автор отримує відсоток від продажів (10 % — тверда палітурка; 5 % — книга з паперовою обкладинкою).

## Лауреати
- 2004 — Леон Арсеналь «Маски вбивства»;
- 2005 — Родолфо Мартінез «Ассасин неба»;
- 2006 — Хав'єр Негрете «Володарі Олімпу»;
- 2007 — Клара Таґосес «Готика»;
- 2008 — Фредеріко Фернандез Хіордано «Книга Нобак»;
- 2009 — Фернандо Х. Лопез дель Око «Храм місяця»;
- 2010 — Віктор Конде «Хроніки мультивсесвіту»;
- 2011 — Монтсе де Паз «Беззоряне місто»;
- 2012 — Анхель Ґут'єррес та Девід Зурдо «Заборонена вежа»;
- 2013 — Карлос Сісі «Пантеон»;
- 2014 — Карлос Морінеро «Літо страху»;
- 2015 — Еліо Кірога «Ті, хто мріють».